# Bronisław Knapik
Bronisław Knapik (ur. 3 września 1923 w Jaworznie, zm. 22 stycznia 2018 tamże) – polski ślusarz i działacz socjalistyczny, poseł na Sejm PRL VI kadencji.

## Życiorys
Syn Aleksandra i Bronisławy. Uzyskał wykształcenie zasadnicze zawodowe. Zatrudniony był w cementowni „Szczakowa” w Jaworznie. W 1945 wstąpił do Organizacji Młodzieży Towarzystwa Uniwersytetu Robotniczego, a następnie do Związku Młodzieży Polskiej, w którym był członkiem zarządu. Należał do Polskiej Zjednoczonej Partii Robotniczej od 1948. Zasiadał w Komitecie Wojewódzkim partii w Krakowie i w egzekutywie Komitetu Miejskiego w Jaworznie. Pełnił także funkcję sekretarza ekonomicznego KSR w cementowni „Szczakowa”. W 1972 uzyskał mandat posła na Sejm PRL w okręgu Chrzanów. Zasiadał w Komisji Pracy i Spraw Socjalnych.

## Odznaczenia
- Srebrny Krzyż Zasługi